# Yul Moldauer
Yul Moldauer (ur. 26 sierpnia 1996 w Seulu) – amerykański gimnastyk koreańskiego pochodzenia, olimpijczyk z Tokio 2020, brązowy medalista mistrzostw świata.

## Życie prywatne
Urodził się przedwcześnie jako Kyung-Tae w Korei Południowej. Jego matka była uzależniona od substancji chemicznych. W młodym wieku został adoptowany przez małżeństwo Moldauerów ze Stanów Zjednoczonych. Rodzice adopcyjni musieli podpisać formularz, w którym potwierdzili, że rozumieją, że dziecko ma problemy zdrowotne i prawdopodobnie nie zostanie produktywnym dorosłym.
Yul Moldauer studiuje komunikacje na Uniwersytecie Oklahomy.

## Udział w zawodach międzynarodowych

### Igrzyska olimpijskie
| Igrzyska   | Konkurencja        | Kwalifikacje | Kwalifikacje | Kwalifikacje | Kwalifikacje | Kwalifikacje | Kwalifikacje | Kwalifikacje | Kwalifikacje | Finał  | Finał  | Finał  | Finał  | Finał  | Finał | Finał  | Finał   |
| Igrzyska   | Konkurencja        | F            | PH           | R            | V            | PB           | HB           | Punkty       | Pozycja      | F      | PH     | R      | V      | PB     | HB    | Punkty | Pozycja |
| ---------- | ------------------ | ------------ | ------------ | ------------ | ------------ | ------------ | ------------ | ------------ | ------------ | ------ | ------ | ------ | ------ | ------ | ----- | ------ | ------- |
| Tokio 2020 | wielobój drużynowy | 14.866 Q     | 14.233       | 14.033       | 14.133       | 13.900       | 12.933       | 84.098       | 4 Q          | 14.366 | 14.366 | 13.900 | 14.200 | 14.566 | —     | —      | 5       |
| Tokio 2020 | ćwiczenia wolne    | 14.866       | —            | —            | —            | —            | —            | —            | 6 Q          | 13.533 | —      | —      | —      | —      | —     | —      | 6       |

### Inne zawody
Trzykrotnie brał udział w mistrzostwach świata w gimnastyce sportowej: w 2017, 2018 i 2019. Największe sukcesy odnosił w ćwiczeniach wolnych - zdobył brązowy medal w 2017 i 4. miejsce w 2018.